# Bakening
El Bakening (en ruso: Бакенинг), también conocido como Bakenin (Бакенин), es un estratovolcán ubicado en la parte sur de la península de Kamchatka, Rusia, a unos 100 kilómetros al noroeste de la localidad de Petropavlovsk-Kamchatsky, Rusia.
Forma la principal línea divisoria de aguas entre los tres grandes ríos de Kamtchatka, rio Kamchatka, Bystraya y Avacha. Popular entre los fotógrafos profesionales del valle del río Timonov. El volcán está cortado por barrancos, tiene crestas dentadas y está cortado por rocas afiladas en los lados. La altura absoluta es de 2278 m s. n. m., que es más del doble de la altura de los picos de las montañas vecinas. Está compuesto principalmente por lavas porosas, claras y marrones que contienen andesita anfíbol-piroxeno. Se encuentran flujos de lava y lapilla.
Gran parte del volcán se formó en el Pleistoceno. En el flanco norte y noreste hay algunas cúpulas de lava dazita, la más joven de las cuales (Novo-Bakening) se formó hace 9.000 a 10.000 años. Una hendidura en forma de herradura en el flanco sureste es el resultado de una avalancha de escombros que se rompió hace 8.000 a 8.500 años y enterró un área hasta una distancia de 11 kilómetros en el este y sur del volcán. Se represaron dos ríos en el este y noreste y se crearon dos lagos. Hay varios conos de ceniza en los flancos norte y sur.
Algunas erupciones del volcán se han fechado sobre la base de tefrocronología: 7550 ± 500 a. C. BC (descarga de 1,5 ± 0,5 kilómetros cúbicos de lava), 6550 ± 500 AC. BC (producción de 10 millones de metros cúbicos de tefra), 6300 ± 300 BC A.C., alrededor de 1550 a. C. A. C. y alrededor del 550 a. C. BC (emisión de 2 millones de metros cúbicos de tefra).